# Mycetina idahoensis
Mycetina idahoensis là một loài bọ cánh cứng trong họ Endomychidae. Loài này được Fall miêu tả khoa học năm 1907.